# Lampyroidea maculicollis
Lampyroidea maculicollis là một loài bọ cánh cứng trong họ Đom đóm (Lampyridae). Loài này được Mulsant & Wachanru miêu tả khoa học năm 1852.